# Laetitia Guarino

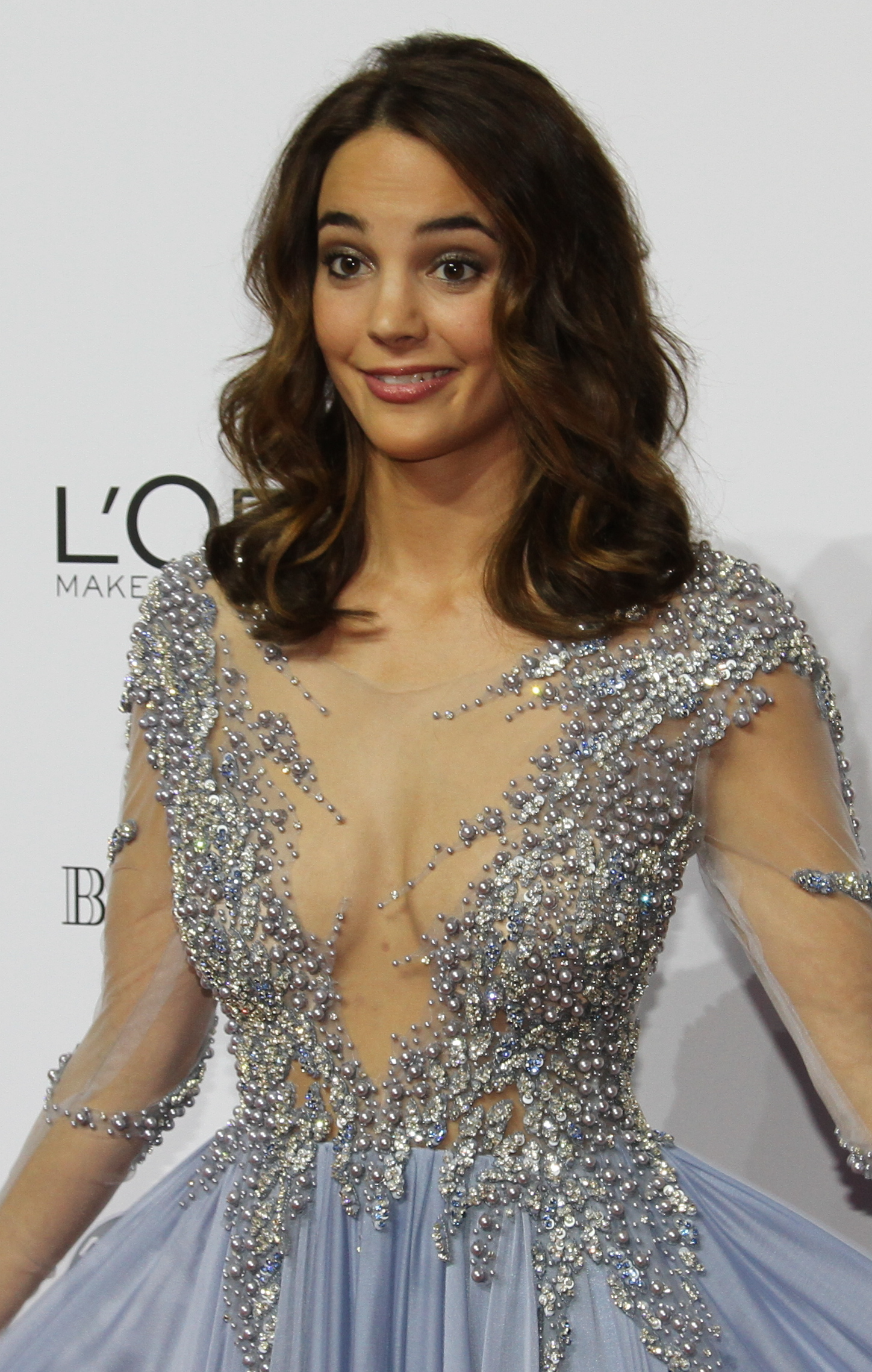
Laetitia Guarino bei der Wahl zur Miss Schweiz 2015

Laetitia Guarino (* 23. Oktober 1992) ist ein Schweizer Model. 2014/2015 war sie Miss Schweiz.

## Leben
Laetitia Guarino studierte zum Zeitpunkt der Miss-Wahl Medizin und lebte in Lausanne.
Am 11. Oktober 2014 wurde Guarino zur Miss Schweiz gewählt. Sie hatte sich in der Schlussrunde im Televoting gegen die Bernerin Michèle Stofer durchgesetzt. Am 7. November 2015 überreichte sie die Krone ihrer Nachfolgerin Lauriane Sallin.
In ihrem Amtsjahr repräsentierte Guarino die Stiftung Corelina, die sich für herzkranke Kinder einsetzt.
Nach Abschluss ihres Studiums arbeitete sie zunächst im Spital Neuenburg in der Notaufnahme und der allgemeinen Chirurgie. 2021 wechselte Guarino als Chirurgin nach Bern an das Inselhospital. Dort begann sie sich auf plastische Chirurgie zu spezialisieren.